# حلزون‌های روغنی رنگی
حلزون‌های روغنی رنگی (نام علمی: Amalda) نام یک سرده از فراراسته تازه‌شکم‌پایان است.